# メレム・キシュ
メレム・キシュ（Melem-Kish）は、古代メソポタミア、キシュ第1王朝の王。
シュメール王名表によると、キシュ第1王朝（紀元前2900年頃以降）の16代目の王であり、エン・メ・ヌナの息子。